# Good as Gold
Good as Gold (traduit littéralement Aussi Bon que l'Or) est un épisode spécial de la série Doctor Who. Il s'agit d'une histoire qui a été écrite par des enfants sur CBBC dans le cadre l'émission Blue Peter. Il a été demandé aux enfants d'écrire un épisode de Doctor Who qui inclurait le onzième Docteur et un de ses ennemis, et ce concours fut gagné par une classe d'Asdène School. L'épisode fut diffusé sur CBBC le 24 mai 2012. Un autre concours intitulé Script to Scene avait aussi amené la création du mini-épisode Death is the Only Answer en octobre 2011.

## Résumé
Amy qui s'ennuie dans le TARDIS demande au Docteur s'il ne peut pas y avoir un peu plus d'aventure. Le Docteur décide alors de bricoler le TARDIS de sorte qu'il y ait de l'aventure. Après de nombreux problèmes de fonctionnement, le TARDIS atterrit au milieu des Jeux Olympiques de Londres 2012 où ils reçoivent la visite d'un porteur de torche olympique paniqué. Il est poursuivi par un Ange Pleureur qui tente de voler la flamme olympique afin de détruire l'esprit de bonne volonté qu'elle symbolise. Le Docteur fait exploser l'Ange grâce à son tournevis sonique et le coureur part après avoir donné une médaille d'or au Docteur. Alors que le Docteur tente de repartir avec Amy, l'Ange Pleureur reprend vie...

### Continuité
Le Docteur est déjà apparu aux Jeux olympiques de Londres sous sa dixième incarnation et portait la flamme olympique dans l'épisode Londres 2012.

## Distribution
- Matt Smith : Le Docteur
- Karen Gillan : Amy Pond
- Sarah Louise Madison : L'Ange Pleureur
- Elliot Barnes-Worrell : Le Porteur de torche.